# Ministère de l'Éducation (Chili)
Pour les autres articles nationaux ou selon les autres juridictions, voir Ministère de l'Éducation.
Pour les articles homonymes, voir Ministère de l'Éducation.
Le ministère de l'Éducation du Chili (Ministerio de Educación de Chile, en espagnol) est l'institution responsable de l'éducation au Chili.
L'actuel titulaire du poste de ministre de l'Éducation est Nicolás Cataldo.

## Sources
- (es) Cet article est partiellement ou en totalité issu de l’article de Wikipédia en espagnol intitulé « Ministerio de Educación de Chile » (voir la liste des auteurs).